# WX Piscium
WX Piscium (auch IRC +10011) ist ein Roter Riese der Klasse der OH/IR-Sterne. Das Spektrum dieser Sterne ist extrem ins Infrarot verschoben und es wird angenommen, dass sie kurz vor dem Übergang zum Weißen Zwerg stehen. Dadurch sind diese Sterne im sichtbaren Licht deutlich schwächer sichtbar oder sogar unsichtbar, wobei dieser Effekt durch eine den Stern umgebende Staubscheibe noch verstärkt werden kann.
Der Stern scheint in der Vergangenheit eine sehr hohe Rate an Masseverlust durch Sternwind gehabt zu haben, wobei die Rate überhaupt nicht konstant war, sondern stark schwankte. Während einer Periode von ca. 600 Jahren scheint der jährliche Masseverlust bei ca. 10−5 M☉ gelegen zu haben. Diese Phase endete vor 800 Jahren und der Masseverlust reduzierte sich stark auf ca. 5 × 10−8 M☉. In der jüngeren Zeit ist die Rate aber wieder auf etwa 6 × 10−6 M☉ angestiegen.